# Westworld (film)
Westworld är en amerikansk science fiction- och western-thrillerfilm från 1973, skriven och regisserad av romanförfattaren Michael Crichton och producerad av Paul N. Lazarus III. En uppföljare till filmen släpptes 1976 med titeln Jakten på dubbelgångare (engelska: Futureworld).

## Handling
Filmen utspelar sig 1983 och handlar om ett nöjespark där robotar börjar döda besökare efter att ett tekniskt fel inträffat hos robotarna. Skådespelaren Yul Brynner spelar en android medan Richard Benjamin och James Brolin spelar gäster i parken.

## Rollista
- Yul Brynner – Gunslinger
- Richard Benjamin – Peter Martin
- James Brolin – John Blane
- Alan Oppenheimer – Chief Supervisor
- Victoria Shaw – Medieval Queen
- Dick Van Patten – Banker
- Linda Scott – Arlette
- Steve Franken – Technician
- Michael Mikler – Black Knight
- Terry Wilson – Sheriff
- Majel Barrett – Miss Carrie
- Anne Randall – Daphne